# Under Two Flags (film, 1922)
Pour les articles homonymes, voir Under Two Flags.
Pour plus de détails, voir Fiche technique et Distribution.
Under Two Flags est un film américain réalisé par Tod Browning, sorti en 1922.

## Synopsis
Un noble anglais, connu seulement sous le nom de Victor, arrive à Alger et s'engage dans la Légion étrangère comme simple soldat sans révéler sa véritable identité. Il est aimé par Cigarette, une jeune fille franco-arabe qui sert de fille du régiment mais ne lui rend pas ses attentions. Elle est d'abord furieuse, et lorsqu'elle apprend le passé de Victor et le nom de son véritable amour, elle se rend chez la princesse Corona avec l'intention de la tuer. Mais la haine de Cigarette se transforme en admiration et elle révèle l'identité de Victor à la princesse. Apprenant les complots du cheik Ben Ali Hammed contre Victor et Alger, elle donne des preuves qui le blanchissent de la trahison, fait une chevauchée sauvage devant les Arabes pour avertir les troupes et meurt dans les bras de Victor après l'avoir protégé de la balle du bourreau.

## Fiche technique
- Titre : Under Two Flags
- Réalisation : Tod Browning
- Scénario : Tod Browning, Edward T. Lowe Jr. et Elliott J. Clawson d'après le livre de Ouida
- Photographie : William Fildew
- Montage : Arthur Ripley
- Pays de production :  États-Unis
- Langue : Anglais
- Format : Noir et blanc - 1,33:1 - Film muet
- Genre : Drame, Film d'aventure
- Durée : 80 minutes (1 h 20)
- Dates de sortie : 
  - États-Unis : 24 septembre 1922 (première à New York / 6 novembre 1922 (sortie nationale)
  - Pays-Bas : 22 décembre 1922 (La Haye)

## Distribution
- Priscilla Dean : Cigarette
- James Kirkwood : Victor
- John Davidson : Sheik Ben Ali Hammed
- Stuart Holmes : Marquis de Chateauroy
- Ethel Grey Terry : Princesse Corona d'Arague